# Rotterdam Open 2005 - Qualificazioni singolare
Le qualificazioni del singolare del Rotterdam Open 2005 sono state un torneo di tennis preliminare per accedere alla fase finale della manifestazione. I vincitori dell'ultimo turno sono entrati di diritto nel tabellone principale. In caso di ritiro di uno o più giocatori aventi diritto a questi sono subentrati i lucky loser, ossia i giocatori che hanno perso nell'ultimo turno ma che avevano una classifica più alta rispetto agli altri partecipanti che avevano comunque perso nel turno finale.
Le qualificazioni del torneo prevedevano 16 partecipanti di cui 4 sono entrati nel tabellone principale.

## Teste di serie
1. Olivier Rochus (Qualificato)
2. Ivo Minář (ultimo turno)
3. Tomas Behrend (primo turno)
4. Olivier Mutis (primo turno)

1. Bohdan Ulihrach (Qualificato)
2. Björn Phau (ultimo turno)
3. Wang Yeu-tzuoo (primo turno)
4. Stan Wawrinka (Qualificato)

## Qualificati
1. Olivier Rochus
2. Bohdan Ulihrach

1. Stan Wawrinka
2. Wang Yeu-tzuoo

## Tabellone

### Legenda
| - Q = Qualificato - WC = Wild card - LL = Lucky loser | - ALT = Alternate - SE = Special Exempt - PR = Protected Ranking | - w/o = Walkover - r = Ritirato - d = Squalificato |

### Sezione 1
|  | Primo turno | Primo turno          | Primo turno          | Primo turno | Primo turno |  |  | Ultimo turno | Ultimo turno   | Ultimo turno   | Ultimo turno | Ultimo turno |  |
|  |             |                      |                      |             |             |  |  |              |                |                |              |              |  |
|  | 1           | Olivier Rochus       | Olivier Rochus       | 7           | 7           |  |  |              |                |                |              |              |  |
|  |             | Daniel Gimeno Traver | Daniel Gimeno Traver | 63          | 65          |  |  | 1            | Olivier Rochus | Olivier Rochus | 7            | 6            |  |
|  | 6           | Björn Phau           | Björn Phau           | 6           | 6           |  |  | 6            | Björn Phau     | Björn Phau     | 63           | 3            |  |
|  |             | Karan Rastogi        | Karan Rastogi        | 4           | 2           |  |  |              |                |                |              |              |  |

### Sezione 2
|  | Primo turno | Primo turno        | Primo turno        | Primo turno | Primo turno |  |  | Ultimo turno | Ultimo turno    | Ultimo turno | Ultimo turno | Ultimo turno |  |
|  |             |                    |                    |             |             |  |  |              |                 |              |              |              |  |
|  | 2           | Ivo Minář          | Ivo Minář          | 6           | 7           |  |  |              |                 |              |              |              |  |
|  |             | Steven Korteling   | Steven Korteling   | 2           | 63          |  |  | 2            | Ivo Minář       | 6            | 5            | 3            |  |
|  | 5           | Bohdan Ulihrach    | Bohdan Ulihrach    | 6           | 6           |  |  | 5            | Bohdan Ulihrach | 4            | 7            | 6            |  |
|  |             | Melle Van Gemerden | Melle Van Gemerden | 1           | 4           |  |  |              |                 |              |              |              |  |

### Sezione 3
|  | Primo turno | Primo turno   | Primo turno   | Primo turno | Primo turno |  |  | Ultimo turno | Ultimo turno  | Ultimo turno  | Ultimo turno | Ultimo turno |  |
|  |             |               |               |             |             |  |  |              |               |               |              |              |  |
|  |             | Andreas Seppi | Andreas Seppi | 6           | 6           |  |  |              |               |               |              |              |  |
|  | 3           | Tomas Behrend | Tomas Behrend | 1           | 2           |  |  |              | Andreas Seppi | Andreas Seppi | 5            | 3            |  |
|  | 8           | Stan Wawrinka | 2             | 7           | 7           |  |  | 8            | Stan Wawrinka | Stan Wawrinka | 7            | 6            |  |
|  |             | Uros Vico     | 6             | 5           | 5           |  |  |              |               |               |              |              |  |

### Sezione 4
|  | Primo turno | Primo turno            | Primo turno | Primo turno | Primo turno |  |  | Ultimo turno      | Ultimo turno      | Ultimo turno      | Ultimo turno | Ultimo turno |  |
|  |             |                        |             |             |             |  |  |                   |                   |                   |              |              |  |
|  |             | Marco Chiudinelli      | 6           | 3           | 6           |  |  |                   |                   |                   |              |              |  |
|  | 4           | Olivier Mutis          | 3           | 6           | 2           |  |  | Marco Chiudinelli | Marco Chiudinelli | Marco Chiudinelli | 3            | 4            |  |
|  |             | Wang Yeu-tzuoo         | 6           | 2           | 6           |  |  | Wang Yeu-tzuoo    | Wang Yeu-tzuoo    | Wang Yeu-tzuoo    | 6            | 6            |  |
|  | 7           | Dennis van Scheppingen | 1           | 6           | 3           |  |  |                   |                   |                   |              |              |  |